# Guillermo de Osma y Scull
Guillermo Joaquín de Osma y Scull (La Habana, 24 de enero de 1853-Biarritz, 7 de febrero de 1922) fue un diplomático, arqueólogo y político español, ministro de Hacienda durante el reinado de Alfonso XIII. Mantuvo el título nobiliario de conde consorte de Valencia de don Juan por su matrimonio con la coleccionista de arte Adela Crooke y Guzmán. 

## Biografía

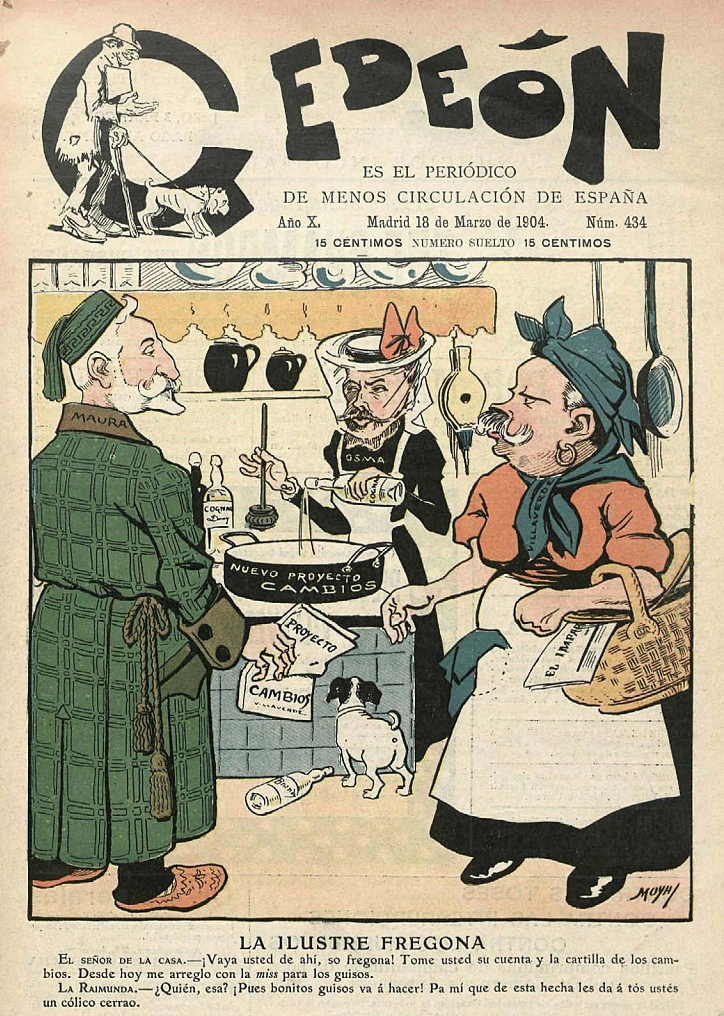
La ilustre fregona. Caricaturizado por Moya junto a Antonio Maura y Raimundo Fernández Villaverde en la revista Gedeón (1904).

Nació en La Habana el 24 de enero de 1853 en el seno de una familia ilustrada, vinculada a la nobleza. El padre, de la casa de los condes de Vistaflorida, fue diplomático peruano representando a la República del Perú en Estados Unidos; la madre, de hacendada familia cubana, era descendiente de norteamericanos y franceses. Tras realizar estudios en las universidades de La Sorbona y Oxford, entró en la carrera diplomática en 1877. 
En mayo de 1888 se casó con Adela Crooke y Guzmán, obteniendo el título de conde consorte de Valencia de Don Juan.
Permaneció como diplomático hasta 1891 cuando, representando al Partido Conservador, fue elegido diputado a Cortes por el distrito de Monforte (Lugo). Mantuvo una estrecha relación con Cánovas del Castillo, casado con su prima, Joaquina de Osma y Zavala, y que influyó determinantemente en el inicio de su carrera política. Repetiría por la misma circunscripción en las sucesivas elecciones que se celebraron hasta 1918 pasando al año siguiente al Senado como senador vitalicio.
Fue ministro de Hacienda en dos de los gabinetes que durante el reinado de Alfonso XIII presidió Antonio Maura: entre el 5 de diciembre de 1903 y el 16 de diciembre de 1904, y entre el 25 de enero de 1907 y el 23 de febrero de 1908 en el denominado «gobierno largo». Fue el responsable durante su primer mandato ministerial de la reforma del impuesto sobre los alcoholes y de la supresión del impuesto sobre trigos y harinas, así como en su segundo mandato de la supresión del impuesto de consumo sobre los vinos en capitales de provincia y de la reforma del impuesto de azúcares. Ante la división de los conservadores, abandonó la política activa y se centró en el arte y el coleccionismo.
Fue asimismo presidente del Consejo de Estado y gentilhombre de cámara con ejercicio de Alfonso XIII. Destacó también como arqueólogo debiéndosele la fundación, en 1916, del Instituto Valencia de Don Juan, en Madrid. Uno de los mercados municipales del sur de Madrid posee su nombre en su honor.  
Falleció en la localidad francesa de Biarritz, en el barrio de La Négresse, el 7 de febrero de 1922 a causa de un accidente de tren. Sus restos recibieron sepultura en la Sacramental de San Isidro de Madrid, en un mausoleo diseñado por él mismo.

## Obra
Su extensa obra, dedicada en exclusiva a la arqueología y el arte, se compone de: 
- El movimiento comercial entre España e Inglaterra en el quinquenio de 1881 a 1885 y en el año 1886, Edimburgo, 1887
- Azulejos sevillanos del siglo XIII, Madrid, 1902
- Discusión del dictamen de la Comisión Especial sobre regularización y mejora del cambio exterior y saneamiento de la moneda, Madrid, 1905
- La protección arancelaria. Análisis de su coste y de su justificación. Discurso de recepción en la Real Academia de Ciencias Morales y Políticas, Madrid, 1906
- La loza dorada de Manises en el año 1454, Madrid, 1906
- Los letreros ornamentales de la Cerámica Morisca, Madrid, 1906
- Los maestros alfareros de Manises, Paterna y Valencia. Contratos y ordenanzas de los siglo XIV, XV y XVI, Madrid, 1908 y 1911
- Las divisas del Rey en los pavimentos de “obra de Manises” del Castillo de Nápoles, Madrid, 1909
- Asociaciones en los monumentos históricos. Discurso de recepción en la Real Academia de San Fernando, Madrid, 1909
- Adiciones a maestros alfareros de Manises, Madrid, 1911
- The Toast of our Chairman at the Pembroke College 23rd Annual Dinner, Oxford, 1913
- Catálogo de azabaches compostelanos del Instituto de Valencia de Don Juan, Madrid, 1916.